# Balrampur (district)
Balrampur is een district van de Indiase staat Uttar Pradesh. Het district telt 1.684.567 inwoners (2001) en heeft een oppervlakte van 2925 km².
Het district maakt deel uit van de divisie Devipatan. De hoofdstad is het gelijknamige Balrampur. Andere plaatsen binnen het district zijn onder meer Tulsipur, Utraula en Pachperwa. Balrampur wordt doorsneden door de rivier de West Rapti. In het noorden grenst het district aan Nepal.
Het district moet niet verward worden met het gelijknamige district Balrampur in de staat Chhattisgarh. Ook daarvan heet de hoofdstad Balrampur.
Hoofdstad: Lucknow
Districten:
Divisie Agra: Agra · Firozabad · Mainpuri · Mathura
Divisie Aligarh: Aligarh · Etah · Hathras · Kasganj
Divisie Ayodhya (Faizabad): Ambedkar Nagar · Amethi · Ayodhya (Faizabad) · Barabanki · Sultanpur
Divisie Azamgarh: Azamgarh · Ballia · Mau
Divisie Bareilly: Bareilly · Budaun · Pilibhit · Shahjahanpur
Divisie Basti: Basti · Sant Kabir Nagar · Siddharthnagar
Divisie Benares (Varanasi): Benares (Varanasi) · Chandauli · Ghazipur · Jaunpur
Divisie Chitrakoot: Banda · Chitrakoot · Hamirpur · Mahoba
Divisie Devipatan: Bahraich · Balrampur · Gonda · Shravasti
Divisie Gorakhpur: Deoria · Gorakhpur · Kushinagar · Maharajganj
Divisie Jhansi: Jalaun · Jhansi · Lalitpur
Divisie Kanpur: Auraiya · Etawah · Farrukhabad · Kannauj · Kanpur Dehat · Kanpur Nagar
Divisie Lucknow: Hardoi · Lakhimpur Kheri · Lucknow · Raebareli · Sitapur · Unnao
Divisie Meerut: Bagpat · Bulandshahr · Gautam Buddha Nagar · Ghaziabad · Hapur · Meerut
Divisie Mirzapur: Bhadohi · Mirzapur · Sonbhadra
Divisie Moradabad: Amroha · Bijnor · Moradabad · Rampur · Sambhal
Divisie Prayagraj (Allahabad): Fatehpur · Kaushambi · Pratapgarh · Prayagraj (Allahabad)
Divisie Saharanpur: Muzaffarnagar · Saharanpur · Shamli